# Skuratov Coffee
Skuratov Coffee (также известна как Skuratov Coffee Roasters) — российская сеть брю-баров, основанная сибирским предпринимателем Виктором Скуратовым в 2013 году. Известна собственной обжаркой кофейных зёрен, а также введением в меню напитков на основе кофе холодного заваривания (колд брю) — нитро кофе и эйр-латте.

## История
В 2009 году Виктор Скуратов совершил сделку по приобретении франшизы, специализировавшейся на продаже капсульных кофемашин. Виктор занимался сдачей их в аренду, обслуживанием и поставкой капсул, однако спустя год отказался от данной идеи по причине её бесприбыльности.
Зарождением Skuratov Coffee считается 2013 год, когда Виктор Скуратов основывает кофейный магазин в Омске. Несколько месяцев спустя Виктор принимает решение изменить специализацию своей компании, сменив её позиционирование на брю-бар. Для этого он вложил 5 000 000 рублей, инвесторами которых выступили Александр Галиулов, Андрей Негомедьянов и Роман Попов. К 2015 году было открыто четыре кофейни, последняя из которых была открыта, по данным интернет-издания «Секрет фирмы», на кредитованные 4 000 000 рублей и располагалась в Москве. На конец этого года выручка Skuratov Coffee составила 48 000 000 рублей, а за 2016 год — 100 000 000 рублей.
2017 год ознаменовался для Skuratov Coffee инвестицией в него омским бизнесменом Виктором Шкуренко, владельцем компании-дистрибьютора продуктов питания «ТД Шкуренко», что обеспечило ему 35% компании. По итогу того года Skuratov Coffee выручил более 100 000 000 рублей.
К февралю 2020 года количество открытых по всей России брю-баров Skuratov возросло до 27, а уже к июню 2021 года — до 33. На конец 2020 года, по данным «СПАРК-интерфакс», выручка Skuratov Coffee составила 156 300 000 рублей, из которых 71 200 000 рублей являлись чистой прибылью.
Ежегодно Skuratov Coffee в рамках празднования своего дня основания избирают благотворительные фонды для поддержки. В 2021 году руководством Skuratov был избран фонд помощи тяжелобольным людям «Гольфстрим», куда было перечислено 64 697 рублей.

## Общественное мнение
Стас Соколов, корреспондент интернет-издания «Новосибирск онлайн», назвал Skuratov Coffee «сильным игроком с отработанным предложением».
В 2021 году житель Санкт-Петербурга обвинил Skuratov Coffee в намёке на скандальную историю с однофамильцем Виктора Скуратова, бывшим генеральным прокурором РФ Юрием Ильичом Скуратовым. Согласно ему, отсылкой к этой истории являлись один из атрибутов сети, вывеска «Coffee Porn», и её название. На это Виктор Скуратов заявил: 

Думаю, что более безумного с нами за 11 лет занятий бизнесом ещё не происходило.— MC2.БК55